# Paul McShane
Paul David McShane (Kilpedder, 6 januari 1986) is een Iers voormalig voetballer die doorgaans speelde als centrale verdediger. Tussen 2004 en 2022 was hij actief voor Manchester United, Walsall, Brighton & Hove Albion, West Bromwich Albion, Sunderland, Hull City, Barnsley, Crystal Palace, Reading, Rochdale en opnieuw Manchester United. McShane debuteerde in 2006 in het Iers voetbalelftal.

## Clubcarrière
McShane speelde voor St. Joseph's Boys en werd in 2002 opgenomen in de jeugdopleiding van Manchester United. In het eerste elftal wist hij nooit door te breken en hij werd verhuurd aan Walsall en Brighton & Hove Albion. In 2006 vertrok de Ierse verdediger naar West Bromwich Albion in een deal waarbij Tomasz Kuszczak naar United toog. Sunderland AFC was de club die hem na één jaar West Brom overnam. McShane speelde één seizoen in het eerste elftal van Sunderland, maar in de zomer van 2008 werd hij verhuurd aan Hull City, dat hem later ook definitief overnam. Door Hull City werd hij nog tweemaal kortstondig verhuurd: aan Barnsley FC en Crystal Palace. Als invaller stond hij met Hull in de finale van de strijd om de FA Cup 2014, die de ploeg van trainer-coach Steve Bruce met 3–2 verloor van Arsenal.
McShane maakte in de zomer van 2015 transfervrij de overstap naar Reading. In augustus 2017 verlengde de Ierse verdediger zijn verbintenis bij Reading tot medio 2019. Na twee jaar bij Rochdale keerde McShane in de zomer van 2021 terug bij Manchester United, waar hij speler-trainer werd bij het tweede elftal. Na één seizoen in die rol besloot McShane op zesendertigjarige leeftijd een punt te zetten achter zijn actieve loopbaan en hij werd assistent-trainer van het tweede elftal van Manchester United.

## Clubstatistieken
| Seizoen | Club                     | Competitie     | Competitie | Competitie | Beker | Beker | Internationaal | Internationaal | Totaal | Totaal |
| Seizoen | Club                     | Competitie     | Wed.       | Dlp.       | Wed.  | Dlp.  | Wed.           | Dlp.           | Wed.   | Dlp.   |
| ------- | ------------------------ | -------------- | ---------- | ---------- | ----- | ----- | -------------- | -------------- | ------ | ------ |
| 2004/05 | Manchester United        | Premier League | 0          | 0          | 0     | 0     | 0              | 0              | 0      | 0      |
| 2004/05 | → Walsall                | League One     | 4          | 1          | 0     | 0     | —              | —              | 4      | 1      |
| 2005/06 | → Brighton & Hove Albion | Championship   | 38         | 4          | 2     | 0     | —              | —              | 40     | 5      |
| 2006/07 | West Bromwich Albion     | Championship   | 35         | 2          | 6     | 1     | —              | —              | 41     | 3      |
| 2007/08 | Sunderland               | Premier League | 21         | 0          | 1     | 0     | —              | —              | 22     | 0      |
| 2008/09 | Sunderland               | Premier League | 3          | 0          | 0     | 0     | —              | —              | 3      | 0      |
| 2008/09 | → Hull City              | Premier League | 17         | 1          | 2     | 0     | —              | —              | 19     | 1      |
| 2009/10 | Hull City                | Premier League | 27         | 0          | 1     | 0     | —              | —              | 28     | 0      |
| 2010/11 | Hull City                | Championship   | 19         | 0          | 1     | 0     | —              | —              | 20     | 0      |
| 2010/11 | → Barnsley               | Championship   | 10         | 1          | 0     | 0     | —              | —              | 10     | 1      |
| 2011/12 | Hull City                | Championship   | 1          | 0          | 1     | 0     | —              | —              | 2      | 0      |
| 2011/12 | → Crystal Palace         | Championship   | 12         | 0          | 1     | 0     | —              | —              | 13     | 0      |
| 2012/13 | Hull City                | Championship   | 25         | 2          | 4     | 0     | —              | —              | 29     | 2      |
| 2013/14 | Hull City                | Premier League | 10         | 0          | 5     | 1     | —              | —              | 15     | 1      |
| 2014/15 | Hull City                | Premier League | 20         | 1          | 2     | 0     | 1              | 0              | 23     | 1      |
| 2015/16 | Reading                  | Championship   | 35         | 0          | 5     | 1     | —              | —              | 40     | 1      |
| 2016/17 | Reading                  | Championship   | 31         | 3          | 0     | 0     | —              | —              | 31     | 3      |
| 2017/18 | Reading                  | Championship   | 26         | 0          | 1     | 0     | —              | —              | 27     | 0      |
| 2018/19 | Reading                  | Championship   | 5          | 0          | 0     | 0     | —              | —              | 5      | 0      |
| 2019/20 | Rochdale                 | League One     | 16         | 0          | 1     | 1     | —              | —              | 17     | 1      |
| 2020/21 | Rochdale                 | League One     | 19         | 0          | 1     | 0     | —              | —              | 20     | 0      |
| 2021/22 | Manchester United        | Premier League | 0          | 0          | 0     | 0     | 0              | 0              | 0      | 0      |
| Totaal  | Totaal                   | Totaal         | 372        | 15         | 35    | 4     | 1              | 0              | 408    | 19     |

## Interlandcarrière
McShane debuteerde in het Iers voetbalelftal op 11 oktober 2006. Op die dag werd een EK-kwalificatieduel tegen Tsjechië met 1–1 gelijkgespeeld. De verdediger begon in de basis en speelde het gehele duel mee. Hij werd tevens opgenomen in de selectie voor het Europees kampioenschap voetbal 2012. Op dit toernooi kwam hij echter niet in actie.
| Interlands van Paul McShane voor Ierland | Interlands van Paul McShane voor Ierland | Interlands van Paul McShane voor Ierland | Interlands van Paul McShane voor Ierland | Interlands van Paul McShane voor Ierland | Interlands van Paul McShane voor Ierland |
| №                                        | Datum                                    | Wedstrijd                                | Uitslag                                  | Competitie                               | Goals                                    |
| Als speler bij West Bromwich Albion      | Als speler bij West Bromwich Albion      | Als speler bij West Bromwich Albion      | Als speler bij West Bromwich Albion      | Als speler bij West Bromwich Albion      | Als speler bij West Bromwich Albion      |
| ---------------------------------------- | ---------------------------------------- | ---------------------------------------- | ---------------------------------------- | ---------------------------------------- | ---------------------------------------- |
| 1                                        | 11 oktober 2006                          | Ierland – Tsjechië                       | 1 – 1                                    | EK 2008 kwalificatie                     |                                          |
| 2                                        | 15 november 2006                         | Ierland – San Marino                     | 5 – 0                                    | EK 2008 kwalificatie                     |                                          |
| 3                                        | 7 februari 2007                          | San Marino – Ierland                     | 1 – 2                                    | EK 2008 kwalificatie                     |                                          |
| 4                                        | 24 maart 2007                            | Ierland – Wales                          | 1 – 0                                    | EK 2008 kwalificatie                     |                                          |
| 5                                        | 28 maart 2007                            | Ierland – Slowakije                      | 1 – 0                                    | EK 2008 kwalificatie                     |                                          |
| Als speler bij Sunderland                |                                          |                                          |                                          |                                          |                                          |
| 6                                        | 8 september 2007                         | Slowakije – Ierland                      | 2 – 2                                    | EK 2008 kwalificatie                     |                                          |
| 7                                        | 12 september 2007                        | Tsjechië – Ierland                       | 1 – 0                                    | EK 2008 kwalificatie                     |                                          |
| 8                                        | 17 oktober 2007                          | Ierland – Cyprus                         | 1 – 1                                    | EK 2008 kwalificatie                     |                                          |
| 9                                        | 17 november 2007                         | Wales – Ierland                          | 2 – 2                                    | EK 2008 kwalificatie                     |                                          |
| 10                                       | 24 mei 2008                              | Ierland – Servië                         | 1 – 1                                    | Vriendschappelijk                        |                                          |
| 11                                       | 29 mei 2008                              | Ierland – Colombia                       | 1 – 0                                    | Vriendschappelijk                        |                                          |
| Als speler bij Hull City                 |                                          |                                          |                                          |                                          |                                          |
| 12                                       | 6 september 2008                         | Georgië – Ierland                        | 1 – 2                                    | WK 2010 kwalificatie                     |                                          |
| 13                                       | 15 oktober 2008                          | Ierland – Cyprus                         | 1 – 0                                    | WK 2010 kwalificatie                     |                                          |
| 14                                       | 19 november 2008                         | Ierland – Polen                          | 2 – 3                                    | Vriendschappelijk                        |                                          |
| Als speler bij Sunderland                |                                          |                                          |                                          |                                          |                                          |
| 15                                       | 28 maart 2009                            | Ierland – Bulgarije                      | 1 – 1                                    | WK 2010 kwalificatie                     |                                          |
| 16                                       | 1 april 2009                             | Italië – Ierland                         | 1 – 1                                    | WK 2010 kwalificatie                     |                                          |
| 17                                       | 29 mei 2009                              | Nigeria – Ierland                        | 1 – 1                                    | Vriendschappelijk                        |                                          |
| Als speler bij Hull City                 |                                          |                                          |                                          |                                          |                                          |
| 18                                       | 8 september 2009                         | Ierland – Zuid-Afrika                    | 1 – 0                                    | Vriendschappelijk                        |                                          |
| 19                                       | 14 oktober 2009                          | Ierland – Montenegro                     | 0 – 0                                    | WK 2010 kwalificatie                     |                                          |
| 20                                       | 18 november 2009                         | Frankrijk – Ierland                      | 1 – 1                                    | WK 2010 kwalificatie                     |                                          |
| 21                                       | 2 maart 2010                             | Ierland – Brazilië                       | 0 – 2                                    | Vriendschappelijk                        |                                          |
| 22                                       | 25 mei 2010                              | Ierland – Paraguay                       | 2 – 1                                    | Vriendschappelijk                        |                                          |
| 23                                       | 11 augustus 2010                         | Ierland – Argentinië                     | 0 – 1                                    | Vriendschappelijk                        |                                          |
| Als speler bij Barnsley                  |                                          |                                          |                                          |                                          |                                          |
| 24                                       | 24 mei 2011                              | Ierland – Noord-Ierland                  | 5 – 0                                    | Vriendschappelijk                        |                                          |
| 25                                       | 29 mei 2011                              | Ierland – Schotland                      | 1 – 0                                    | Vriendschappelijk                        |                                          |
| 26                                       | 7 juni 2011                              | Italië – Ierland                         | 0 – 2                                    | Vriendschappelijk                        |                                          |
| Als speler bij Crystal Palace            |                                          |                                          |                                          |                                          |                                          |
| 27                                       | 26 mei 2012                              | Ierland – Bosnië en Herzegovina          | 1 – 0                                    | Vriendschappelijk                        |                                          |
| Als speler bij Hull City                 |                                          |                                          |                                          |                                          |                                          |
| 28                                       | 15 augustus 2012                         | Servië – Ierland                         | 0 – 0                                    | Vriendschappelijk                        |                                          |
| 29                                       | 15 augustus 2012                         | Ierland – Polen                          | 2 – 0                                    | Vriendschappelijk                        |                                          |
| 30                                       | 15 augustus 2012                         | Ierland – Georgië                        | 4 – 0                                    | Vriendschappelijk                        |                                          |
| 31                                       | 11 juni 2013                             | Spanje – Ierland                         | 2 – 0                                    | Vriendschappelijk                        |                                          |
| 32                                       | 7 juni 2015                              | Ierland – Engeland                       | 0 – 0                                    | Vriendschappelijk                        |                                          |
| Als speler bij Reading                   |                                          |                                          |                                          |                                          |                                          |
| 33                                       | 29 maart 2016                            | Ierland – Slowakije                      | 2 – 2                                    | Vriendschappelijk                        |                                          |